# Дідур Володимир Григорович
Володи́мир Григо́рович Дідур (14 (27) вересня 1903 , Бердичів, Бердичівський повіт, Київська губернія, Російська імперія  — невідомо ) — український радянський партійний діяч, 2-й секретар Волинського обкому КП(б)У, депутат Верховної Ради УРСР першого скликання (1938–1947). Член Ревізійної Комісії КП(б)У (1938–1949).

## Біографія
Народився 14 (27) вересня 1903 року в родині робітника Бердичівського машинобудівного заводу в місті Бердичів, тепер Житомирська область, Україна. З юних років працював учнем у кустаря, потім — на машинобудівному заводі.
У 1919 році вступив до комсомолу. Очолював комсомольську організацію Бердичівського машинобудівного заводу «Прогрес».
У 1921–1924 роках — молотобоєць ковальського цеху Бердичівського машинобудівного заводу. Працював відповідальним секретарем заводського комітету Бердичівського машинобудівного заводу «Прогрес».
Член ВКП(б) з 1928 року.
У грудні 1929 — 1934 році — начальник спеціального відділу Бердичівського машинобудівного заводу «Прогрес». Потім працював у Бердичівському міському комітеті КП(б)У.
У листопаді 1937 — травні 1938 року — 2-й секретар Бердичівського міського комітету КП(б)У Житомирської області.
У травні 1938 — серпні 1939 року — 1-й секретар Бердичівського міського комітету КП(б)У Житомирської області.
З серпня по листопад 1939 року — 3-й секретар Житомирського обласного комітету КП(б)У.
З вересня 1939 року — завідувач відділу кадрів Тимчасового управління Луцького воєводства.
Після приєднання Західної України до УРСР, постановою Політичного бюро ЦК КП(б)У (№ 860-оп) 27 листопада 1939 був призначений 2-м секретарем Волинського обкому КП(б)У.
У листопаді 1939 — червні 1941 року — 2-й секретар Волинського обласного комітету КП(б)У.
З 1941 року — в Червоній армії.
З квітня 1945 по червень 1946 року — 1-й секретар Ровенського сільського районного комітету КП(б)У Ровенської області.
На 1948 рік працював відповідальним секретарем партійної колегії при Ровенському обласному комітеті КП(б)У.
З січня 1949 року — завідувач адміністративного відділу Ровенського обласного комітету КП(б)У.
Потім — на пенсії в місті Рівне.

## Нагороди
- орден Вітчизняної війни 2-го ступеня (01.02.1945)
- орден «Знак Пошани» (23.01.1948)
- ордени
- медалі